# Slavče (Vrábče)
Slavče je vesnice, část obce Vrábče v okrese České Budějovice v Jihočeském kraji. Nachází se asi 2,5 kilometru severozápadně od Vrábče. Je zde evidováno 82 adres. V roce 2011 zde trvale žilo 134 obyvatel.
Slavče je také název katastrálního území o rozloze 6,27 km².

## Historie
První písemná zmínka o vesnici pochází z roku 1375.

## Obyvatelstvo
| Rok            | 1869 | 1880 | 1890 | 1900 | 1910 | 1921 | 1930 | 1950 | 1961 | 1970 | 1980 | 1991 | 2001 | 2011 | 2021 |
| -------------- | ---- | ---- | ---- | ---- | ---- | ---- | ---- | ---- | ---- | ---- | ---- | ---- | ---- | ---- | ---- |
| Počet obyvatel | 227  | 270  | 313  | 272  | 263  | 264  | 227  | 223  | 216  | 156  | 128  | 94   | 81   | 134  | 116  |
| Počet domů     | 30   | 34   | 37   | 41   | 44   | 46   | 51   | 54   | 54   | 49   | 46   | 52   | 54   | 70   | 65   |

## Obecní správa
Od roku 1850 byla vesnice součástí obce Křemže, v roce 1888 byla připojena k Mříči. Od 20. května 1957 do 11. června 1960 byla nakrátko samostatnou obcí. 12. června 1960 byla připojena k Vrábči, od 1. července 1985 do 23. listopadu 1990 společně k Boršovu a od 24. listopadu 1990 je opět součástí obce Vrábče.

## Pamětihodnosti
- Vesnice Slavče, jež je situována na východním okraji Blanského lesa, je oblíbeným počátečním místem výstupu na vrchol hory Kluk, od kterého je po zelené turistické trase vzdálená 1,6 kilometru.
- Na východním a severním okraji vsi jsou umístěny památeční křížky. Uprostřed stojí kulturní centrum se zvoničkou, původně hasičská zbrojnice.[10]

## Galerie

Slavče / Vrábče /
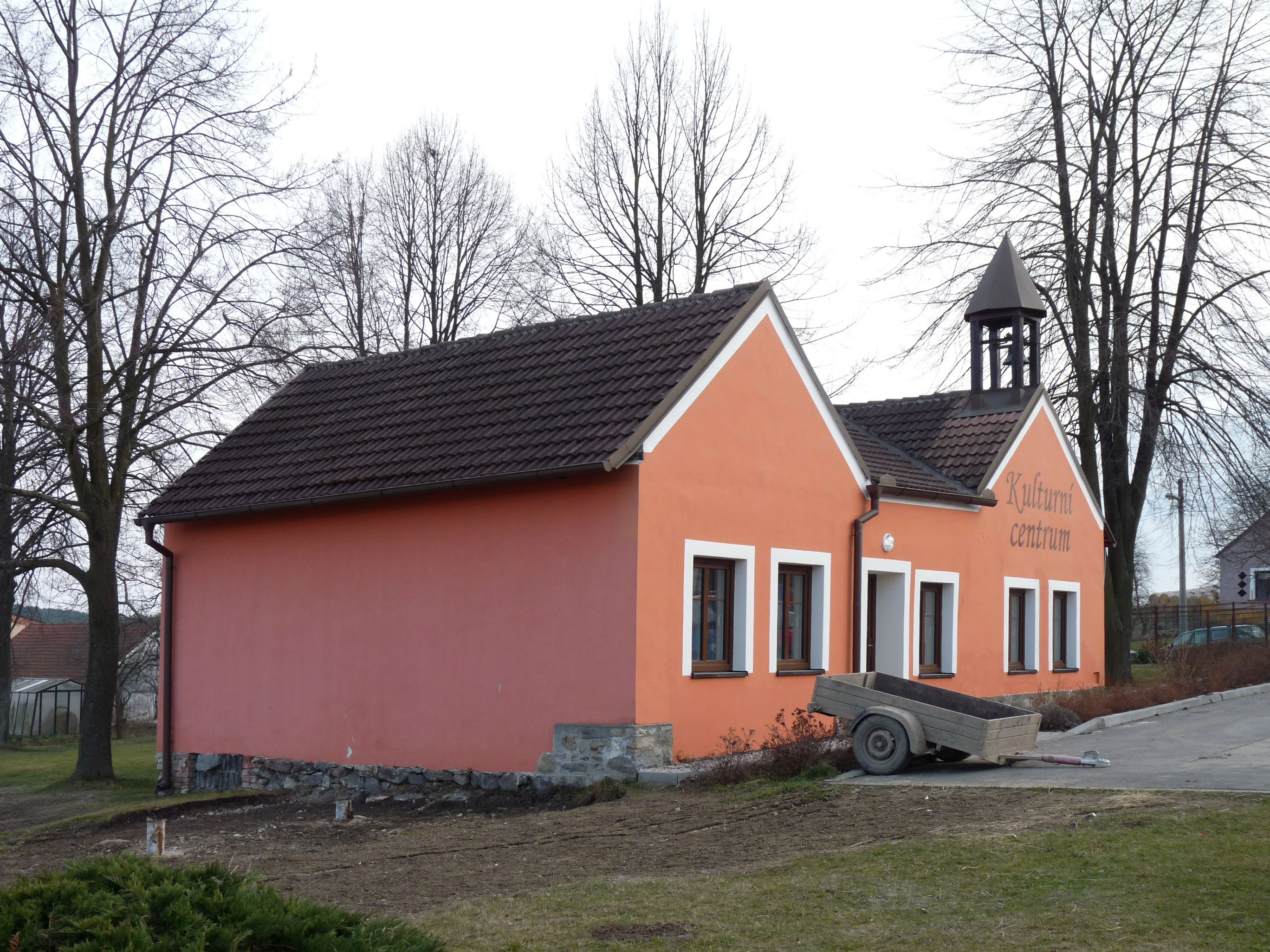
Stavení č.p.60
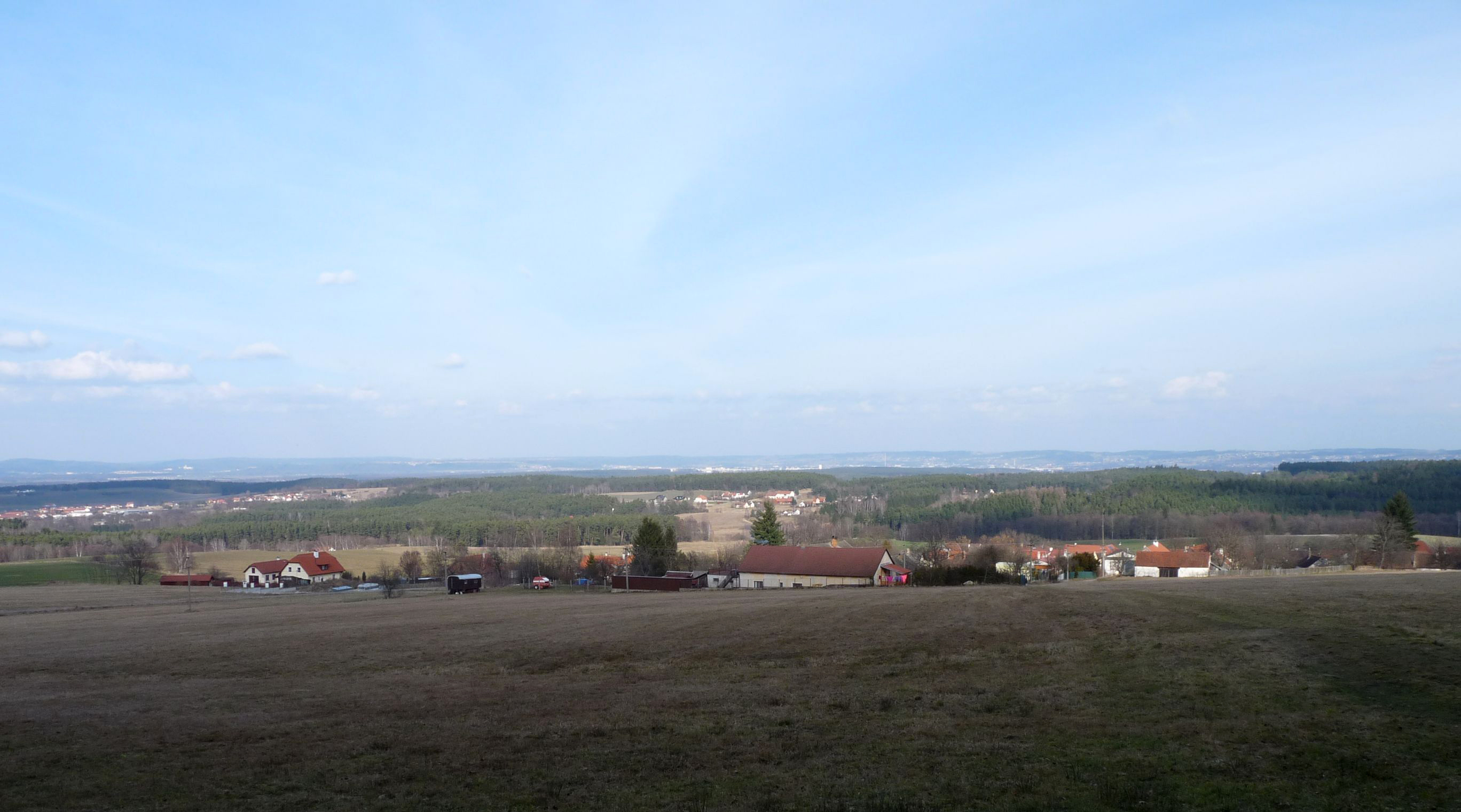
Pohled od západu
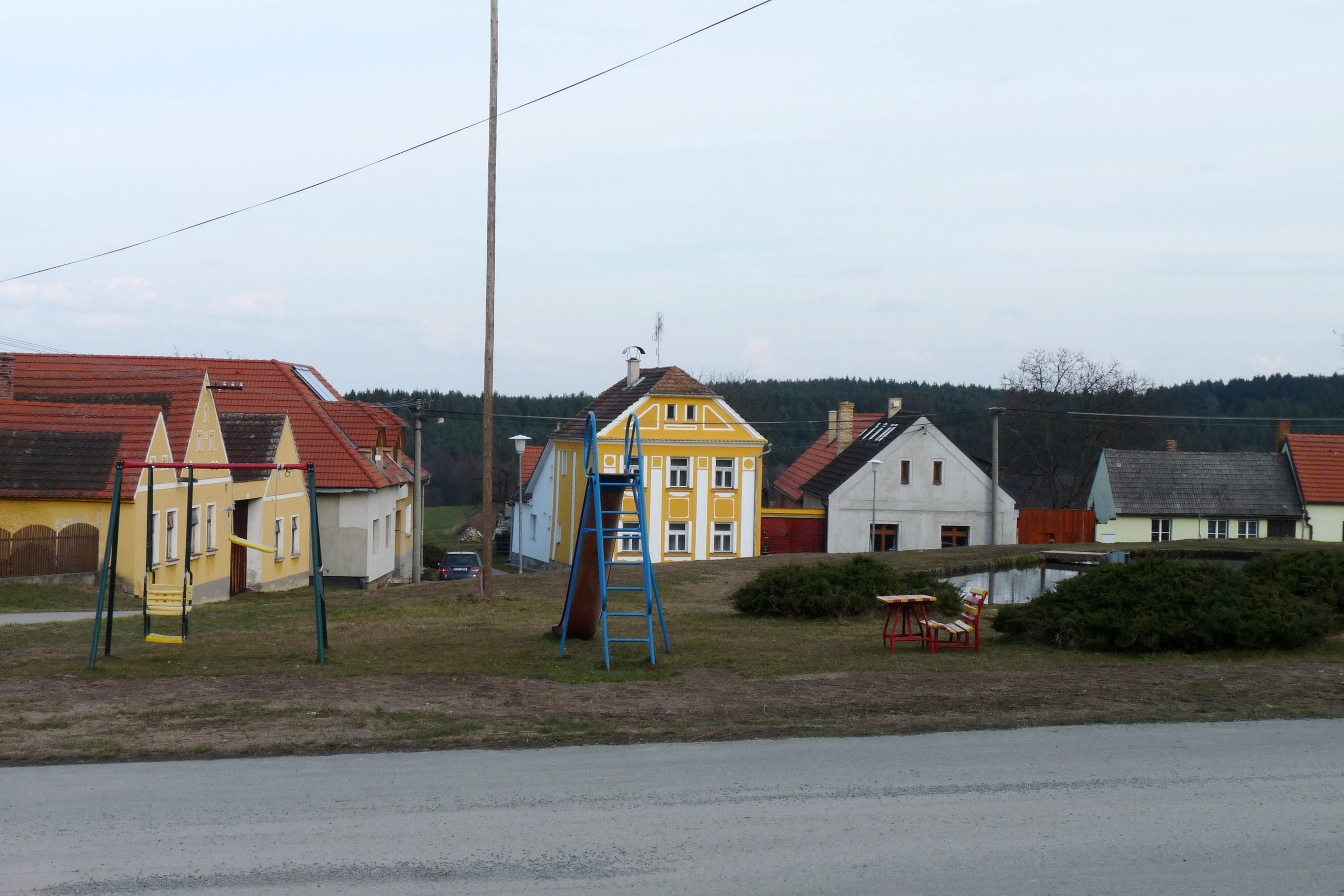
Hřiště
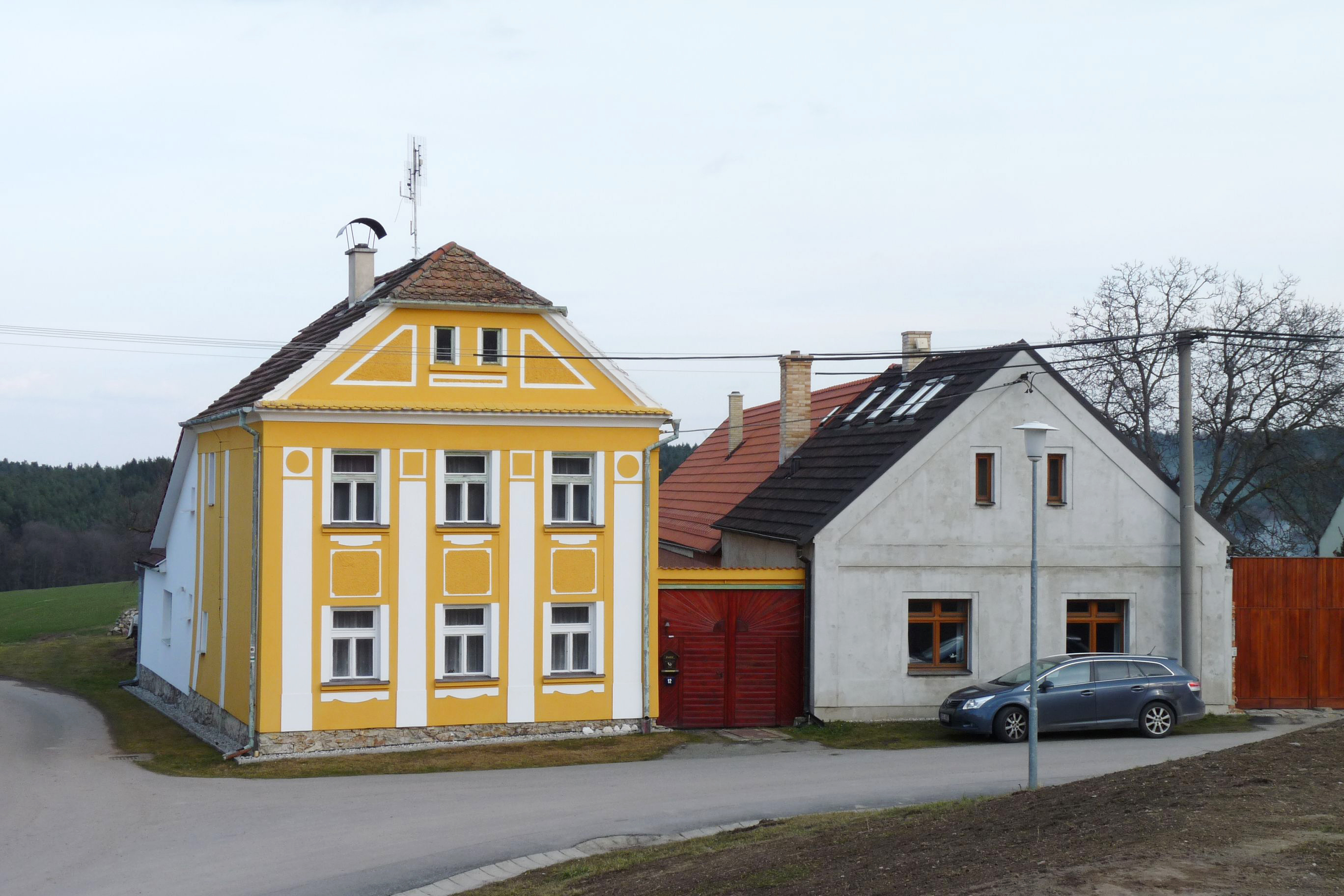
Stavení č.p.12
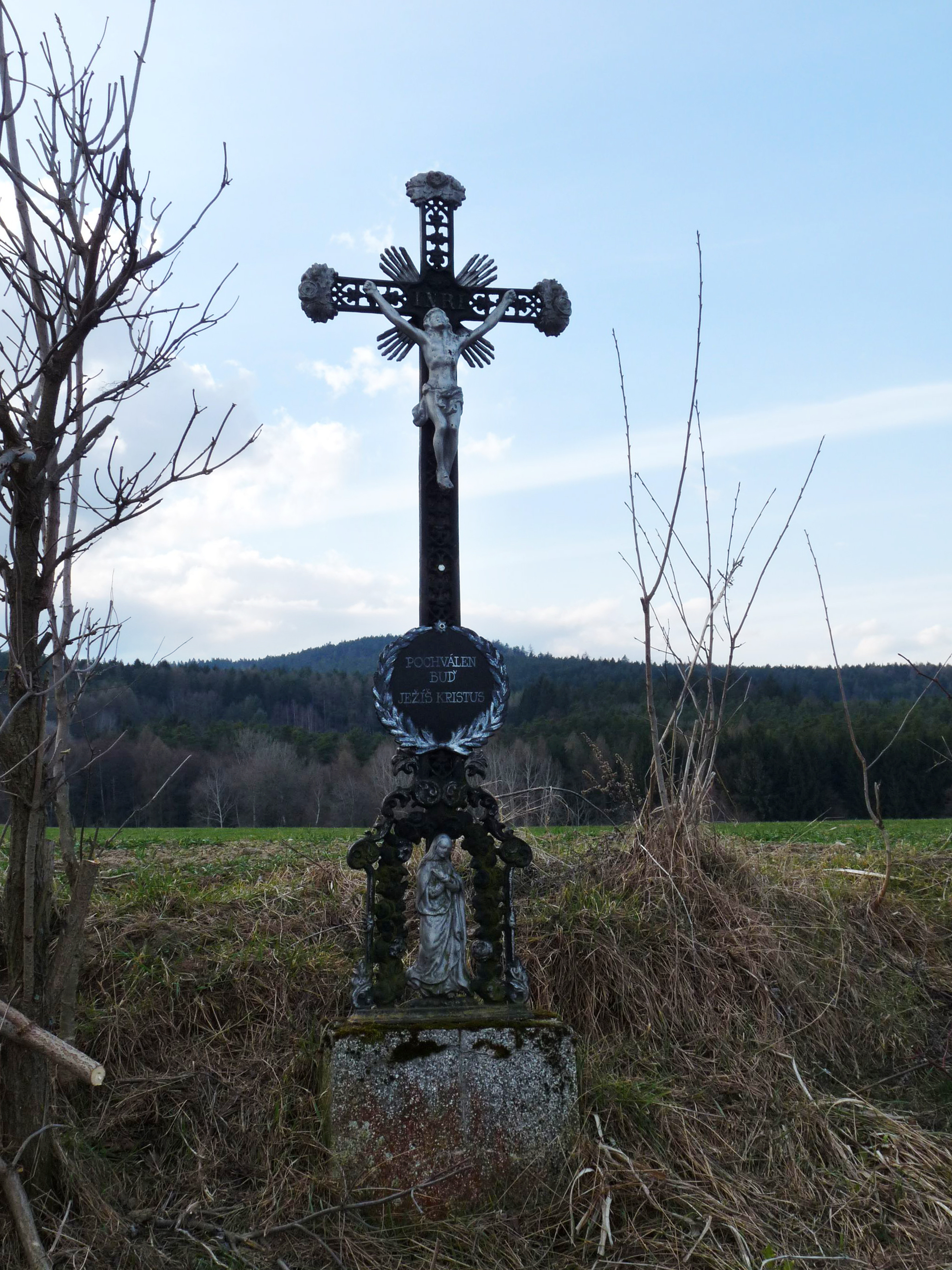
Křížek
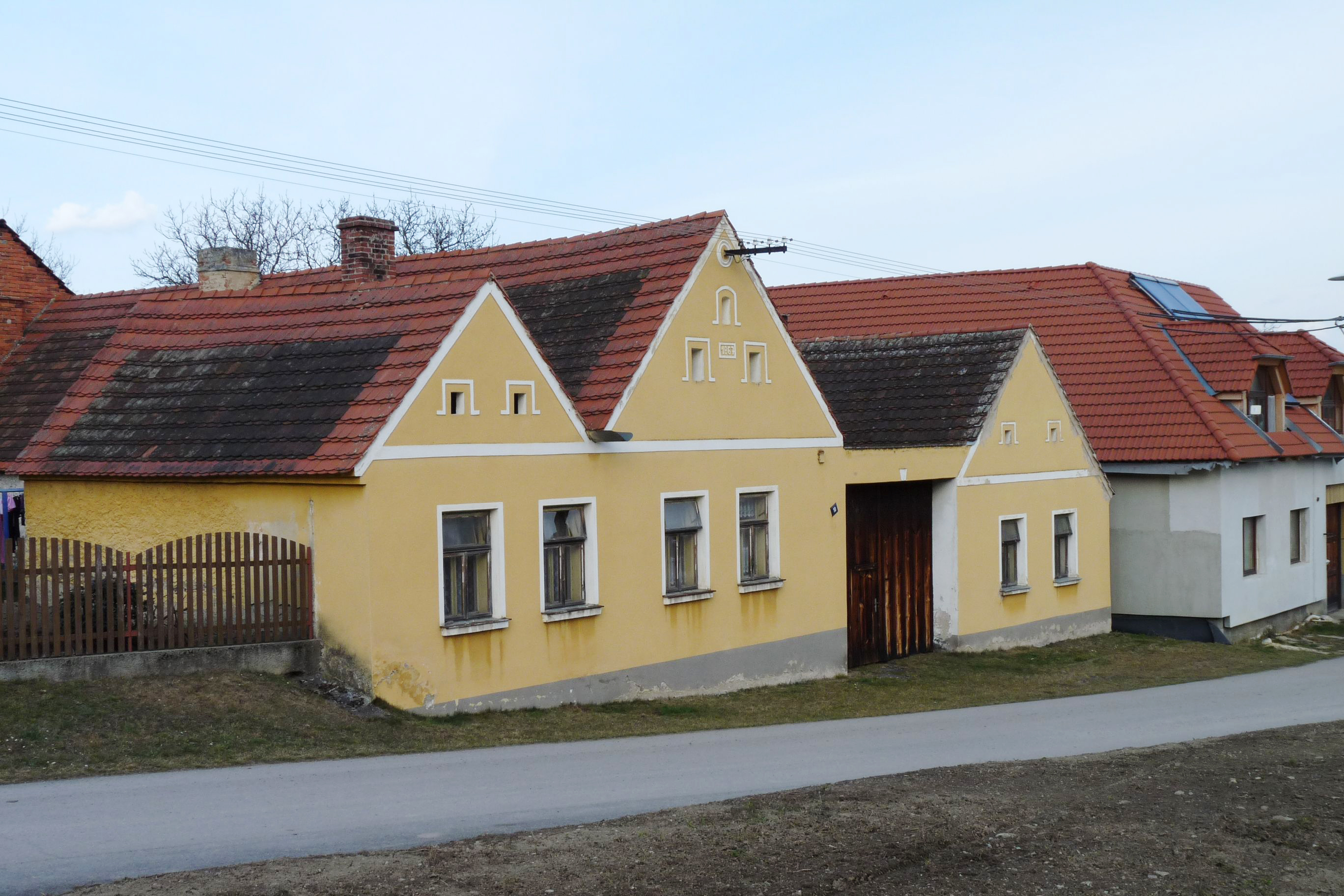
Stavení č.p.10